# Liste des membres de la 5e Assemblée d'Irlande du Nord
Il s’agit d’une liste des membres de la cinquième Assemblée d’Irlande du Nord, la législature unicamérale d’Irlande du Nord. Membre de l'Assemblée législative (MLAs) élus le 5 mai 2016 ou ultérieurement cooptés sont énumérés par parti et par circonscription.
Seuls le Democratic Unionist Party, Sinn Féin et un Independent Unionist ont participé au 5e Exécutif d'Irlande du Nord, qui comprenait désormais neuf départements au lieu de 12. L'Ulster Unionist Party, Social Democratic and Labour Party et l'Alliance Party ont décliné les rôles auxquels ils avaient droit, et en vertu du (Assembly Opposition) Act (Northern Ireland) 2016 l'UUP et le SDLP plus grands ont formés la première opposition officielle à l'Assemblée.
L'Assemblée s'est réunie le 12 mai, élisant Robin Newton du DUP comme Speaker.

## Points forts du parti
| Parti | Parti                              | Désignation  | Mai 2016 élection | janvier 2017 Fin |
| --- | ---------------------------------- | ------------ | ----------------- | ---------------- |
| ● | Democratic Unionist Party          | Unioniste    | 38                | 36               |
| ● | Sinn Féin                          | Nationaliste | 28                | 28               |
| ♦ | Ulster Unionist Party              | Unioniste    | 16                | 16               |
| ♦ | Social Democratic and Labour Party | Nationaliste | 12                | 12               |
| ♢ | Alliance Party of Northern Ireland | Autre        | 8                 | 8                |
| ♢ | Green Party in Northern Ireland    | Autre        | 2                 | 2                |
| ♢ | People Before Profit Alliance      | Autre        | 2                 | 2                |
| ♢ | Traditional Unionist Voice         | Unioniste    | 1                 | 1                |
| ● | Independent                        | Unioniste    | 1                 | 1                |
| ♢ | Independent                        | Unioniste    | 0                 | 1                |
| | Speaker                            | Aucun        | 0                 | 1                |
| Total | Total                              | Total        | 108               | 108              |
| Rôles au début: ● = Exécutif d'Irlande du Nord (66); ♦ = Assemblée Opposition (28); ♢ = Autre opposition (13). |                                    |              |                   |                  |

1. ↑   Jonathan Bell a été suspendu du DUP le 18 décembre 2016.
2. ↑   Une fois élu, le Speaker renonce à son affiliation à un parti.

### Représentation graphique

Aux élections, 5 mai 2016
12 mai au 18 décembre 2016
18 décembre 2016 jusqu'à la fin

Ceci n'est pas le plan de salle officiel

## MLAs par parti
Voici une liste des MLAs élus à l'Assemblée d'Irlande du Nord lors des élections de 2016 à l'Assemblée d'Irlande du Nord, triés par parti.
| Parti                | Parti                                   | Nom                        | Circonscription  |
| -------------------- | --------------------------------------- | -------------------------- | ---------------- |
|                      | Democratic Unionist Party (36)          | Sydney Anderson            | Upper Bann       |
| Maurice Bradley      | Democratic Unionist Party (36)          | East Londonderry           |                  |
| Paula Bradley        | Democratic Unionist Party (36)          | Belfast North              |                  |
| Keith Buchanan       | Democratic Unionist Party (36)          | Mid Ulster                 |                  |
| Thomas Buchanan      | Democratic Unionist Party (36)          | West Tyrone                |                  |
| Joanne Bunting       | Democratic Unionist Party (36)          | Belfast East               |                  |
| Pam Cameron          | Democratic Unionist Party (36)          | South Antrim               |                  |
| Trevor Clarke        | Democratic Unionist Party (36)          | South Antrim               |                  |
| Sammy Douglas        | Democratic Unionist Party (36)          | Belfast East               |                  |
| Gordon Dunne         | Democratic Unionist Party (36)          | North Down                 |                  |
| Alex Easton          | Democratic Unionist Party (36)          | North Down                 |                  |
| Arlene Foster        | Democratic Unionist Party (36)          | Fermanagh and South Tyrone |                  |
| Paul Frew            | Democratic Unionist Party (36)          | North Antrim               |                  |
| Paul Girvan          | Democratic Unionist Party (36)          | South Antrim               |                  |
| Paul Givan           | Democratic Unionist Party (36)          | Lagan Valley               |                  |
| Brenda Hale          | Democratic Unionist Party (36)          | Lagan Valley               |                  |
| Simon Hamilton       | Democratic Unionist Party (36)          | Strangford                 |                  |
| David Hilditch       | Democratic Unionist Party (36)          | East Antrim                |                  |
| William Humphrey     | Democratic Unionist Party (36)          | Belfast North              |                  |
| William Irwin        | Democratic Unionist Party (36)          | Newry and Armagh           |                  |
| Carla Lockhart       | Democratic Unionist Party (36)          | Upper Bann                 |                  |
| Phillip Logan        | Democratic Unionist Party (36)          | North Antrim               |                  |
| Gordon Lyons         | Democratic Unionist Party (36)          | East Antrim                |                  |
| Nelson McCausland    | Democratic Unionist Party (36)          | Belfast North              |                  |
| Michelle McIlveen    | Democratic Unionist Party (36)          | Strangford                 |                  |
| Adrian McQuillan     | Democratic Unionist Party (36)          | East Londonderry           |                  |
| Gary Middleton       | Democratic Unionist Party (36)          | Foyle                      |                  |
| Maurice Morrow       | Democratic Unionist Party (36)          | Fermanagh and South Tyrone |                  |
| Emma Pengelly        | Democratic Unionist Party (36)          | Belfast South              |                  |
| Edwin Poots          | Democratic Unionist Party (36)          | Lagan Valley               |                  |
| George Robinson      | Democratic Unionist Party (36)          | East Londonderry           |                  |
| Alastair Ross        | Democratic Unionist Party (36)          | East Antrim                |                  |
| Christopher Stalford | Democratic Unionist Party (36)          | Belfast South              |                  |
| Mervyn Storey        | Democratic Unionist Party (36)          | North Antrim               |                  |
| Peter Weir           | Democratic Unionist Party (36)          | North Down                 |                  |
| Jim Wells            | Democratic Unionist Party (36)          | South Down                 |                  |
|                      | Sinn Féin (28)                          | Caoimhe Archibald          | East Londonderry |
| Cathal Boylan        | Sinn Féin (28)                          | Newry and Armagh           |                  |
| Michaela Boyle       | Sinn Féin (28)                          | West Tyrone                |                  |
| Linda Dillon         | Sinn Féin (28)                          | Mid Ulster                 |                  |
| Megan Fearon         | Sinn Féin (28)                          | Newry and Armagh           |                  |
| Órlaithí Flynn †     | Sinn Féin (28)                          | Belfast West               |                  |
| Michelle Gildernew   | Sinn Féin (28)                          | Fermanagh and South Tyrone |                  |
| Chris Hazzard        | Sinn Féin (28)                          | South Down                 |                  |
| Declan Kearney       | Sinn Féin (28)                          | South Antrim               |                  |
| Gerry Kelly          | Sinn Féin (28)                          | Belfast North              |                  |
| Seán Lynch           | Sinn Féin (28)                          | Fermanagh and South Tyrone |                  |
| Declan McAleer       | Sinn Féin (28)                          | West Tyrone                |                  |
| Fra McCann           | Sinn Féin (28)                          | Belfast West               |                  |
| Raymond McCartney    | Sinn Féin (28)                          | Foyle                      |                  |
| Barry McElduff       | Sinn Féin (28)                          | West Tyrone                |                  |
| Philip McGuigan †    | Sinn Féin (28)                          | North Antrim               |                  |
| Martin McGuinness    | Sinn Féin (28)                          | Foyle                      |                  |
| Oliver McMullan      | Sinn Féin (28)                          | East Antrim                |                  |
| Alex Maskey          | Sinn Féin (28)                          | Belfast West               |                  |
| Ian Milne            | Sinn Féin (28)                          | Mid Ulster                 |                  |
| Conor Murphy         | Sinn Féin (28)                          | Newry and Armagh           |                  |
| Carál Ní Chuilín     | Sinn Féin (28)                          | Belfast North              |                  |
| Máirtín Ó Muilleoir  | Sinn Féin (28)                          | Belfast South              |                  |
| John O'Dowd          | Sinn Féin (28)                          | Upper Bann                 |                  |
| Michelle O'Neill     | Sinn Féin (28)                          | Mid Ulster                 |                  |
| Caitríona Ruane      | Sinn Féin (28)                          | South Down                 |                  |
| Catherine Seeley     | Sinn Féin (28)                          | Upper Bann                 |                  |
| Pat Sheehan          | Sinn Féin (28)                          | Belfast West               |                  |
|                      | Ulster Unionist Party (16)              | Steve Aiken                | South Antrim     |
| Andy Allen           | Ulster Unionist Party (16)              | Belfast East               |                  |
| Rosemary Barton      | Ulster Unionist Party (16)              | Fermanagh and South Tyrone |                  |
| Doug Beattie         | Ulster Unionist Party (16)              | Upper Bann                 |                  |
| Roy Beggs, Jr.       | Ulster Unionist Party (16)              | East Antrim                |                  |
| Robbie Butler        | Ulster Unionist Party (16)              | Lagan Valley               |                  |
| Alan Chambers        | Ulster Unionist Party (16)              | North Down                 |                  |
| Jo-Anne Dobson       | Ulster Unionist Party (16)              | Upper Bann                 |                  |
| Ross Hussey          | Ulster Unionist Party (16)              | West Tyrone                |                  |
| Danny Kennedy        | Ulster Unionist Party (16)              | Newry and Armagh           |                  |
| Harold McKee         | Ulster Unionist Party (16)              | South Down                 |                  |
| Mike Nesbitt         | Ulster Unionist Party (16)              | Strangford                 |                  |
| Sandra Overend       | Ulster Unionist Party (16)              | Mid Ulster                 |                  |
| Jennifer Palmer      | Ulster Unionist Party (16)              | Lagan Valley               |                  |
| Philip Smith         | Ulster Unionist Party (16)              | Strangford                 |                  |
| Robin Swann          | Ulster Unionist Party (16)              | North Antrim               |                  |
|                      | Social Democratic and Labour Party (12) | Alex Attwood               | Belfast West     |
| Sinéad Bradley       | Social Democratic and Labour Party (12) | South Down                 |                  |
| Mark H. Durkan       | Social Democratic and Labour Party (12) | Foyle                      |                  |
| Colum Eastwood       | Social Democratic and Labour Party (12) | Foyle                      |                  |
| Claire Hanna         | Social Democratic and Labour Party (12) | Belfast South              |                  |
| Daniel McCrossan     | Social Democratic and Labour Party (12) | West Tyrone                |                  |
| Patsy McGlone        | Social Democratic and Labour Party (12) | Mid Ulster                 |                  |
| Colin McGrath        | Social Democratic and Labour Party (12) | South Down                 |                  |
| Justin McNulty       | Social Democratic and Labour Party (12) | Newry and Armagh           |                  |
| Richie McPhillips    | Social Democratic and Labour Party (12) | Fermanagh and South Tyrone |                  |
| Nichola Mallon       | Social Democratic and Labour Party (12) | Belfast North              |                  |
| Gerry Mullan         | Social Democratic and Labour Party (12) | East Londonderry           |                  |
|                      | Alliance Party of Northern Ireland (8)  | Kellie Armstrong           | Strangford       |
| Paula Bradshaw       | Alliance Party of Northern Ireland (8)  | Belfast South              |                  |
| Stewart Dickson      | Alliance Party of Northern Ireland (8)  | East Antrim                |                  |
| Stephen Farry        | Alliance Party of Northern Ireland (8)  | North Down                 |                  |
| David Ford           | Alliance Party of Northern Ireland (8)  | South Antrim               |                  |
| Naomi Long           | Alliance Party of Northern Ireland (8)  | Belfast East               |                  |
| Trevor Lunn          | Alliance Party of Northern Ireland (8)  | Lagan Valley               |                  |
| Chris Lyttle         | Alliance Party of Northern Ireland (8)  | Belfast East               |                  |
|                      | Green Party in Northern Ireland (2)     | Steven Agnew               | North Down       |
| Clare Bailey         | Green Party in Northern Ireland (2)     | Belfast South              |                  |
|                      | People Before Profit Alliance (2)       | Gerry Carroll              | Belfast West     |
| Eamonn McCann        | People Before Profit Alliance (2)       | Foyle                      |                  |
|                      | Traditional Unionist Voice (1)          | Jim Allister               | North Antrim     |
|                      | Independent Unionist (2)                | Jonathan Bell ‡            | Strangford       |
| Claire Sugden        | Independent Unionist (2)                | East Londonderry           |                  |
|                      | Speaker (1)                             | Robin Newton ‡             | Belfast East     |

† Coopté en remplacement d'un MLA élu
‡ Changement d'affiliation en cours de mandat

## MLAs par circonscription
La liste est donnée par ordre alphabétique par circonscription.
| Membres de la 5e Assemblée d'Irlande du Nord | Membres de la 5e Assemblée d'Irlande du Nord | Membres de la 5e Assemblée d'Irlande du Nord | Membres de la 5e Assemblée d'Irlande du Nord |
| Circonscription                              | Nom                                          | Parti                                        | Parti                                        |
| -------------------------------------------- | -------------------------------------------- | -------------------------------------------- | -------------------------------------------- |
| Belfast East                                 | Andy Allen                                   |                                              | Ulster Unionist Party                        |
| Belfast East                                 | Joanne Bunting                               |                                              | Democratic Unionist Party                    |
| Belfast East                                 | Sammy Douglas                                |                                              | Democratic Unionist Party                    |
| Belfast East                                 | Naomi Long                                   |                                              | Alliance Party of Northern Ireland           |
| Belfast East                                 | Chris Lyttle                                 |                                              | Alliance Party of Northern Ireland           |
| Belfast East                                 | Robin Newton                                 |                                              | Speaker                                      |
| Belfast North                                | Paula Bradley                                |                                              | Democratic Unionist Party                    |
| Belfast North                                | William Humphrey                             |                                              | Democratic Unionist Party                    |
| Belfast North                                | Gerry Kelly                                  |                                              | Sinn Féin                                    |
| Belfast North                                | Nichola Mallon                               |                                              | Social Democratic and Labour Party           |
| Belfast North                                | Nelson McCausland                            |                                              | Democratic Unionist Party                    |
| Belfast North                                | Carál Ní Chuilín                             |                                              | Sinn Féin                                    |
| Belfast South                                | Clare Bailey                                 |                                              | Green Party in Northern Ireland              |
| Belfast South                                | Paula Bradshaw                               |                                              | Alliance Party of Northern Ireland           |
| Belfast South                                | Claire Hanna                                 |                                              | Social Democratic and Labour Party           |
| Belfast South                                | Máirtín Ó Muilleoir                          |                                              | Sinn Féin                                    |
| Belfast South                                | Emma Pengelly                                |                                              | Democratic Unionist Party                    |
| Belfast South                                | Christopher Stalford                         |                                              | Democratic Unionist Party                    |
| Belfast West                                 | Alex Attwood                                 |                                              | Social Democratic and Labour Party           |
| Belfast West                                 | Gerry Carroll                                |                                              | People Before Profit Alliance                |
| Belfast West                                 | Órlaithí Flynn †                             |                                              | Sinn Féin                                    |
| Belfast West                                 | Alex Maskey                                  |                                              | Sinn Féin                                    |
| Belfast West                                 | Fra McCann                                   |                                              | Sinn Féin                                    |
| Belfast West                                 | Pat Sheehan                                  |                                              | Sinn Féin                                    |
| East Antrim                                  | Roy Beggs, Jr.                               |                                              | Ulster Unionist Party                        |
| East Antrim                                  | Stewart Dickson                              |                                              | Alliance Party of Northern Ireland           |
| East Antrim                                  | David Hilditch                               |                                              | Democratic Unionist Party                    |
| East Antrim                                  | Gordon Lyons                                 |                                              | Democratic Unionist Party                    |
| East Antrim                                  | Oliver McMullan                              |                                              | Sinn Féin                                    |
| East Antrim                                  | Alastair Ross                                |                                              | Democratic Unionist Party                    |
| East Londonderry                             | Caoimhe Archibald                            |                                              | Sinn Féin                                    |
| East Londonderry                             | Maurice Bradley                              |                                              | Democratic Unionist Party                    |
| East Londonderry                             | Adrian McQuillan                             |                                              | Democratic Unionist Party                    |
| East Londonderry                             | Gerry Mullan                                 |                                              | Social Democratic and Labour Party           |
| East Londonderry                             | George Robinson                              |                                              | Democratic Unionist Party                    |
| East Londonderry                             | Claire Sugden                                |                                              | Independent Unionist                         |
| Fermanagh and South Tyrone                   | Rosemary Barton                              |                                              | Ulster Unionist Party                        |
| Fermanagh and South Tyrone                   | Arlene Foster                                |                                              | Democratic Unionist Party                    |
| Fermanagh and South Tyrone                   | Michelle Gildernew                           |                                              | Sinn Féin                                    |
| Fermanagh and South Tyrone                   | Seán Lynch                                   |                                              | Sinn Féin                                    |
| Fermanagh and South Tyrone                   | Richie McPhillips                            |                                              | Social Democratic and Labour Party           |
| Fermanagh and South Tyrone                   | Maurice Morrow                               |                                              | Democratic Unionist Party                    |
| Foyle                                        | Colum Eastwood                               |                                              | Social Democratic and Labour Party           |
| Foyle                                        | Mark H. Durkan                               |                                              | Social Democratic and Labour Party           |
| Foyle                                        | Eamonn McCann                                |                                              | People Before Profit Alliance                |
| Foyle                                        | Raymond McCartney                            |                                              | Sinn Féin                                    |
| Foyle                                        | Martin McGuinness                            |                                              | Sinn Féin                                    |
| Foyle                                        | Gary Middleton                               |                                              | Democratic Unionist Party                    |
| Lagan Valley                                 | Robbie Butler                                |                                              | Ulster Unionist Party                        |
| Lagan Valley                                 | Paul Givan                                   |                                              | Democratic Unionist Party                    |
| Lagan Valley                                 | Brenda Hale                                  |                                              | Democratic Unionist Party                    |
| Lagan Valley                                 | Trevor Lunn                                  |                                              | Alliance Party of Northern Ireland           |
| Lagan Valley                                 | Jennifer Palmer                              |                                              | Ulster Unionist Party                        |
| Lagan Valley                                 | Edwin Poots                                  |                                              | Democratic Unionist Party                    |
| Mid Ulster                                   | Keith Buchanan                               |                                              | Democratic Unionist Party                    |
| Mid Ulster                                   | Linda Dillon                                 |                                              | Sinn Féin                                    |
| Mid Ulster                                   | Patsy McGlone                                |                                              | Social Democratic and Labour Party           |
| Mid Ulster                                   | Ian Milne                                    |                                              | Sinn Féin                                    |
| Mid Ulster                                   | Michelle O'Neill                             |                                              | Sinn Féin                                    |
| Mid Ulster                                   | Sandra Overend                               |                                              | Ulster Unionist Party                        |
| Newry and Armagh                             | Cathal Boylan                                |                                              | Sinn Féin                                    |
| Newry and Armagh                             | Megan Fearon                                 |                                              | Sinn Féin                                    |
| Newry and Armagh                             | William Irwin                                |                                              | Democratic Unionist Party                    |
| Newry and Armagh                             | Danny Kennedy                                |                                              | Ulster Unionist Party                        |
| Newry and Armagh                             | Justin McNulty                               |                                              | Social Democratic and Labour Party           |
| Newry and Armagh                             | Conor Murphy                                 |                                              | Sinn Féin                                    |
| North Antrim                                 | Jim Allister                                 |                                              | Traditional Unionist Voice                   |
| North Antrim                                 | Paul Frew                                    |                                              | Democratic Unionist Party                    |
| North Antrim                                 | Phillip Logan                                |                                              | Democratic Unionist Party                    |
| North Antrim                                 | Philip McGuigan †                            |                                              | Sinn Féin                                    |
| North Antrim                                 | Mervyn Storey                                |                                              | Democratic Unionist Party                    |
| North Antrim                                 | Robin Swann                                  |                                              | Ulster Unionist Party                        |
| North Down                                   | Steven Agnew                                 |                                              | Green Party in Northern Ireland              |
| North Down                                   | Alan Chambers                                |                                              | Ulster Unionist Party                        |
| North Down                                   | Gordon Dunne                                 |                                              | Democratic Unionist Party                    |
| North Down                                   | Alex Easton                                  |                                              | Democratic Unionist Party                    |
| North Down                                   | Stephen Farry                                |                                              | Alliance Party of Northern Ireland           |
| North Down                                   | Peter Weir                                   |                                              | Democratic Unionist Party                    |
| South Antrim                                 | Steve Aiken                                  |                                              | Ulster Unionist Party                        |
| South Antrim                                 | Pam Cameron                                  |                                              | Democratic Unionist Party                    |
| South Antrim                                 | Trevor Clarke                                |                                              | Democratic Unionist Party                    |
| South Antrim                                 | David Ford                                   |                                              | Alliance Party of Northern Ireland           |
| South Antrim                                 | Paul Girvan                                  |                                              | Democratic Unionist Party                    |
| South Antrim                                 | Declan Kearney                               |                                              | Sinn Féin                                    |
| South Down                                   | Sinéad Bradley                               |                                              | Social Democratic and Labour Party           |
| South Down                                   | Chris Hazzard                                |                                              | Sinn Féin                                    |
| South Down                                   | Colin McGrath                                |                                              | Social Democratic and Labour Party           |
| South Down                                   | Harold McKee                                 |                                              | Ulster Unionist Party                        |
| South Down                                   | Caitríona Ruane                              |                                              | Sinn Féin                                    |
| South Down                                   | Jim Wells                                    |                                              | Democratic Unionist Party                    |
| Strangford                                   | Kellie Armstrong                             |                                              | Alliance Party of Northern Ireland           |
| Strangford                                   | Jonathan Bell ‡                              |                                              | Independent Unionist                         |
| Strangford                                   | Simon Hamilton                               |                                              | Democratic Unionist Party                    |
| Strangford                                   | Michelle McIlveen                            |                                              | Democratic Unionist Party                    |
| Strangford                                   | Mike Nesbitt                                 |                                              | Ulster Unionist Party                        |
| Strangford                                   | Philip Smith                                 |                                              | Ulster Unionist Party                        |
| Upper Bann                                   | Sydney Anderson                              |                                              | Democratic Unionist Party                    |
| Upper Bann                                   | Doug Beattie                                 |                                              | Ulster Unionist Party                        |
| Upper Bann                                   | Jo-Anne Dobson                               |                                              | Ulster Unionist Party                        |
| Upper Bann                                   | Carla Lockhart                               |                                              | Democratic Unionist Party                    |
| Upper Bann                                   | John O'Dowd                                  |                                              | Sinn Féin                                    |
| Upper Bann                                   | Catherine Seeley                             |                                              | Sinn Féin                                    |
| West Tyrone                                  | Thomas Buchanan                              |                                              | Democratic Unionist Party                    |
| West Tyrone                                  | Michaela Boyle                               |                                              | Sinn Féin                                    |
| West Tyrone                                  | Ross Hussey                                  |                                              | Ulster Unionist Party                        |
| West Tyrone                                  | Declan McAleer                               |                                              | Sinn Féin                                    |
| West Tyrone                                  | Daniel McCrossan                             |                                              | Social Democratic and Labour Party           |
| West Tyrone                                  | Barry McElduff                               |                                              | Sinn Féin                                    |

† Coopté en remplacement d'un MLA élu
‡ Changement d'affiliation en cours de mandat

## Changements depuis l'élection

### † Co-options
| Date cooptation | Circonscription | Parti | Parti     | Sortant         | Coopté          | Raison                         |
| --------------- | --------------- | ----- | --------- | --------------- | --------------- | ------------------------------ |
| 18 août 2016    | North Antrim    |       | Sinn Féin | Daithí McKay    | Philip McGuigan | Daithí McKay a démissionné.    |
| 7 décembre 2016 | Belfast West    |       | Sinn Féin | Jennifer McCann | Órlaithí Flynn  | Jennifer McCann a démissionné. |

### ‡ Changements d'affiliation
| Date             | Circonscription | Nom           | Affiliation précédente | Affiliation précédente | Nouvelle affiliation | Nouvelle affiliation | Circonstance                                                        |
| ---------------- | --------------- | ------------- | ---------------------- | ---------------------- | -------------------- | -------------------- | ------------------------------------------------------------------- |
| 12 mai 2016      | Belfast East    | Robin Newton  |                        | DUP                    |                      | Speaker              | Robin Newton élu Speaker de l'Assemblée lors de sa première séance. |
| 18 décembre 2016 | Strangford      | Jonathan Bell |                        | DUP                    |                      | Ind U                | Jonathan Bell suspendu du DUP.                                      |